# Parapropus
Genre
Parapropus est un genre de coléoptères de la famille des Leiodidae.

## Liste d'espèces
Selon Fauna Europaea :
- Parapropus brevicollis
- Parapropus ganglbaueri
- Parapropus insignis
- Parapropus neumanni
- Parapropus nonveilleri
- Parapropus pfeiferi
- Parapropus sericeus